# Hydraena scythica
Hydraena scythica är en skalbaggsart som beskrevs av Emile Janssens 1974. Hydraena scythica ingår i släktet Hydraena och familjen vattenbrynsbaggar. Inga underarter finns listade i Catalogue of Life.